# Kunoichi
Una kunoichi  o kunoitxi(en japonès: くノ一), és una dona ninja o practicant del ninjutsu (ninpo). Durant el període feudal del Japó, els ninges foren usats com a assassins, espies i missatgers. L'entrenament de kunoichi diferia del dels ninges masculins: tot i que tenien en comú habilitats centrals com arts arts marcials (principalment taijutsu, kenjutsu i ninjutsu), l'entrenament de la kunoichi tendia a aprofitar la seva condició de dona.

## Etimologia

女 esdevé く ノ 一

El terme podria derivar els noms dels caràcters que s'assemblen als tres traços del terme "dona" (女 onna) en el següent ordre de traç:
- "く" és un hiragana que es pronuncia "ku"
- "ノ" és un katakana que es pronuncia "no"
- "一" és un kanji que es pronuncia "ichi" (i que significa "un" o "una")

El terme "kunoichi" no fou gaire usat durat el període Edo. Això segurament es deu al fet que en aquesta era el kanji "女" no es feia servir en l'escriptura comú, només, en ocasions, en l'escriptura cursiva, i que la versió cursiva de "女" no es pot descompondre en "く", "ノ", i "一".

## Història del seu ús
Els vuit volums del manual ninja Bansenshukai, escrit a finals del segle xvii i que compila el coneixement dels clans de les regions de Iga i de Kōga dedicats a la formació de ninjas, descriu la Kunoichi-no-jutsu (くノ一の術). D'acord amb aquest document, la principal funció de les kunoichi era l'espionatge, infiltrant-se en les cases dels enemics com a part del servei per tal de recollir informació, guanya-se la seva confiança o escoltar converses. Un exemple històric acceptat és el de Mochizuki Chiyome, una noble del segle xvi que rebé l'encàrrec del senyor de la guerra Takeda Shingen de reclutar dones per tal de crear una xarxa secreta de centenars d'espies.
La realitat sobre les kunoichi en la història és un poc fosca, ja que els documents escrits sobre el tema són escassos. Això ha fet que molta gent consideri que en realitat no existiren, i el fet que serveis dels ninges són secrets augmenta aquesta controvèrsia. Mochizuki, Chiyome (望月千代女) és la primera i única kunoichi que feu passà el seu nom a la història japonesa, tot i que la seva existència també és posada en dubte per alguns investigadors.
Chiyome nasqué a Koga. El seu marit era Takeda Moritoki (武田盛時), el nebot del daimyo (大名) Takeda Shingen (武田信玄), però enviduà l'any 156 quan Moritoki morí en una batalla. Shingen convertí en la cap dels ninges a Chiyome, qui començà a reclutar dones d'orígens diversos, com prostitutes, noies abandonades, orfes o dones rebels que havien perdut els seus marits durant la guerra.

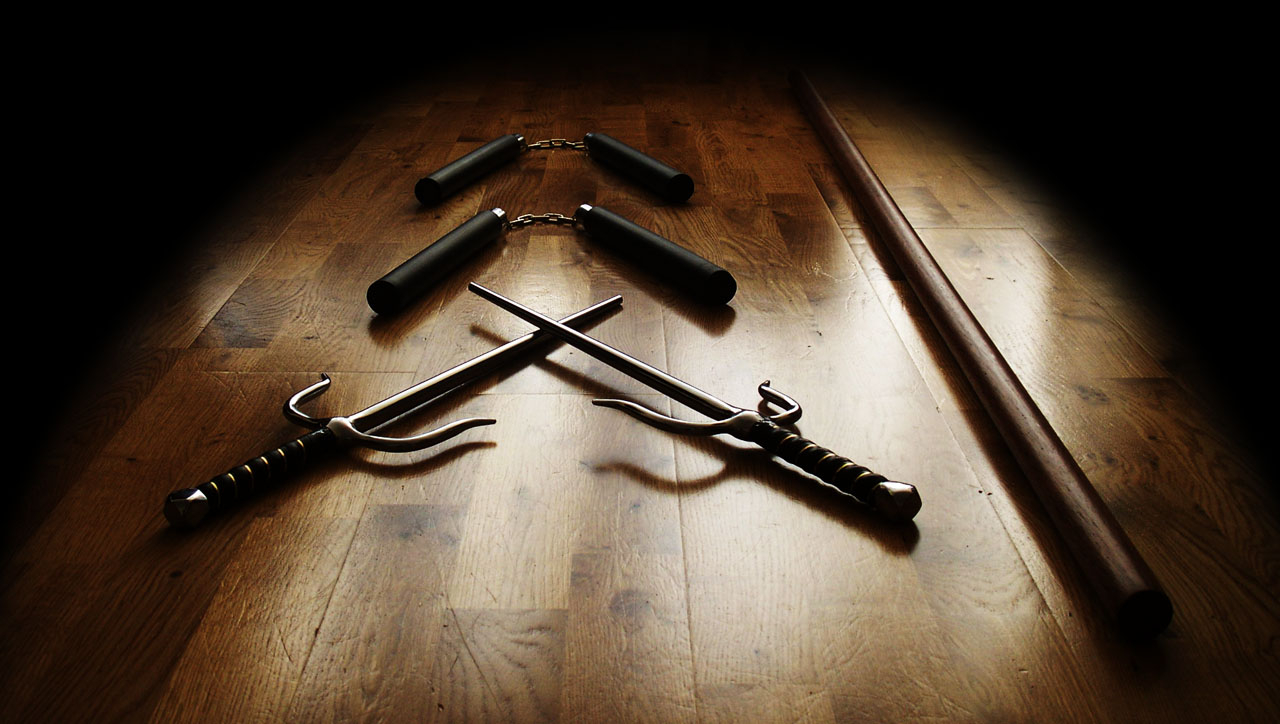
Sais, nunchakus i bo, armes pròpies del ninjutsu

Per a molta gent semblava que Chiyome ajudava a aquestes dones, que els oferia una formació i una oportunitat per a canviar de vida, tot i que en realitat es dedicava a teixir una intrincada xarxa de kunoichis que entraven a treballar a les cases dels enemics del clan Takeda com a part del servei, i passaven a actuar com a espies. Això permeté al clan anar sempre una passa endavant respecte als seus adversaris.

## Kunoichis en la cultura pop
Segons Yoshimaru, el concepte "dona ninja" podria ser simplement un terme modern, possiblement aparegut per primer cop a la novel·la Ninpō Hakkenden (忍法八犬伝) escrita per Futaro Yamada en 1964 i que es popularitzà en els anys següents. Un exemple d'aquesta popularitat actual la trobam en la sèrie manga Tail of the Moon, on es mostra un grup de dones aprenent les arts de seducció com a part del seu entrenament.
Pel·lícules i sèries de televisió

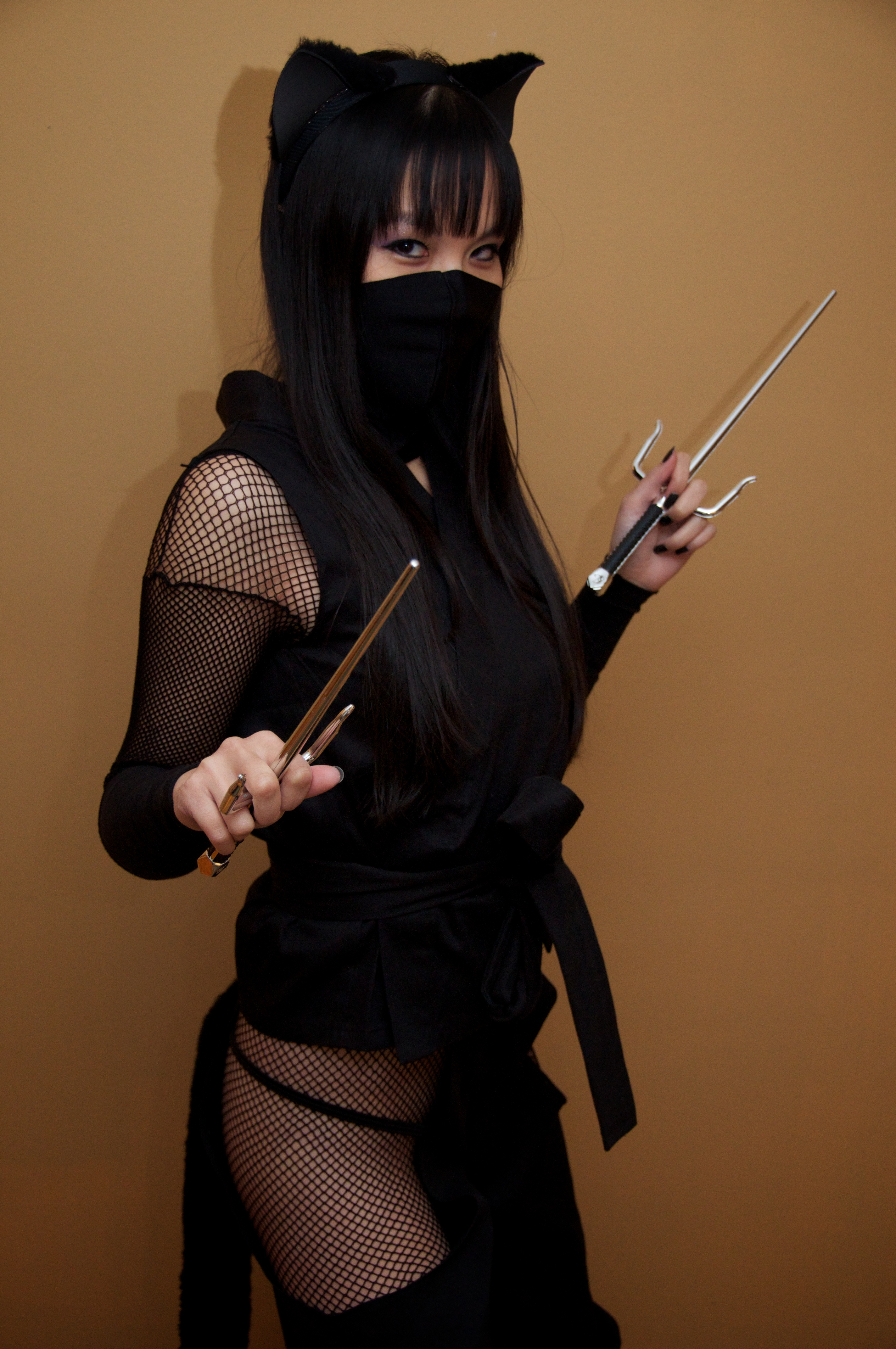
Noia disfressada de kunoichi, comú en la cultura pop

- Asuka (飛鳥), de la pel·lícula Red Shadow
- The Vixens, de Uchū Keiji Shaider / VR Troopers
- Haruka / Máscara Groga, de Hikari Sentai Maskman
- Tsuruhime / Ninja White i Flowery Kunoichi Team, de Ninja Sentai Kakuranger
- Nanami Nono / HurricaneBlue, Furabijō i Windenu, de Ninpū Sentai Hurricaneger
- Shizuka of the Wind, de GoGo Sentai Boukenger
- Kei Yamachi / Emiha, de Sekai Ninja Sen Jiraiya
- Kunoichi: Lady Ninja, ua pel·lícula japonesa de 1998
- Yori, de la sèrie Kim Possible

Còmics i dibuixos animats
- Rose, de American dragon
- Myst, de My life is teenage robot

Anime i Manga
- Sakura Haruno, de l'anime Naruto
- Ino Yamanaka, de l'anime Naruto
- Hinata Hyuuga, de l'anime Naruto
- Tsunade Senju, de l'anime Naruto
- Mahiro, de l'anime Samurai deeper kyo
- Tenten Mitsashi, de l'anime Naruto
- Ayame Sarutobi, de l'anime Gintama